# Fixsenia polingi
Fixsenia polingi är en fjärilsart som beskrevs av Barnes och Benjamin 1926. Fixsenia polingi ingår i släktet Fixsenia och familjen juvelvingar. Inga underarter finns listade i Catalogue of Life.